# Kravara

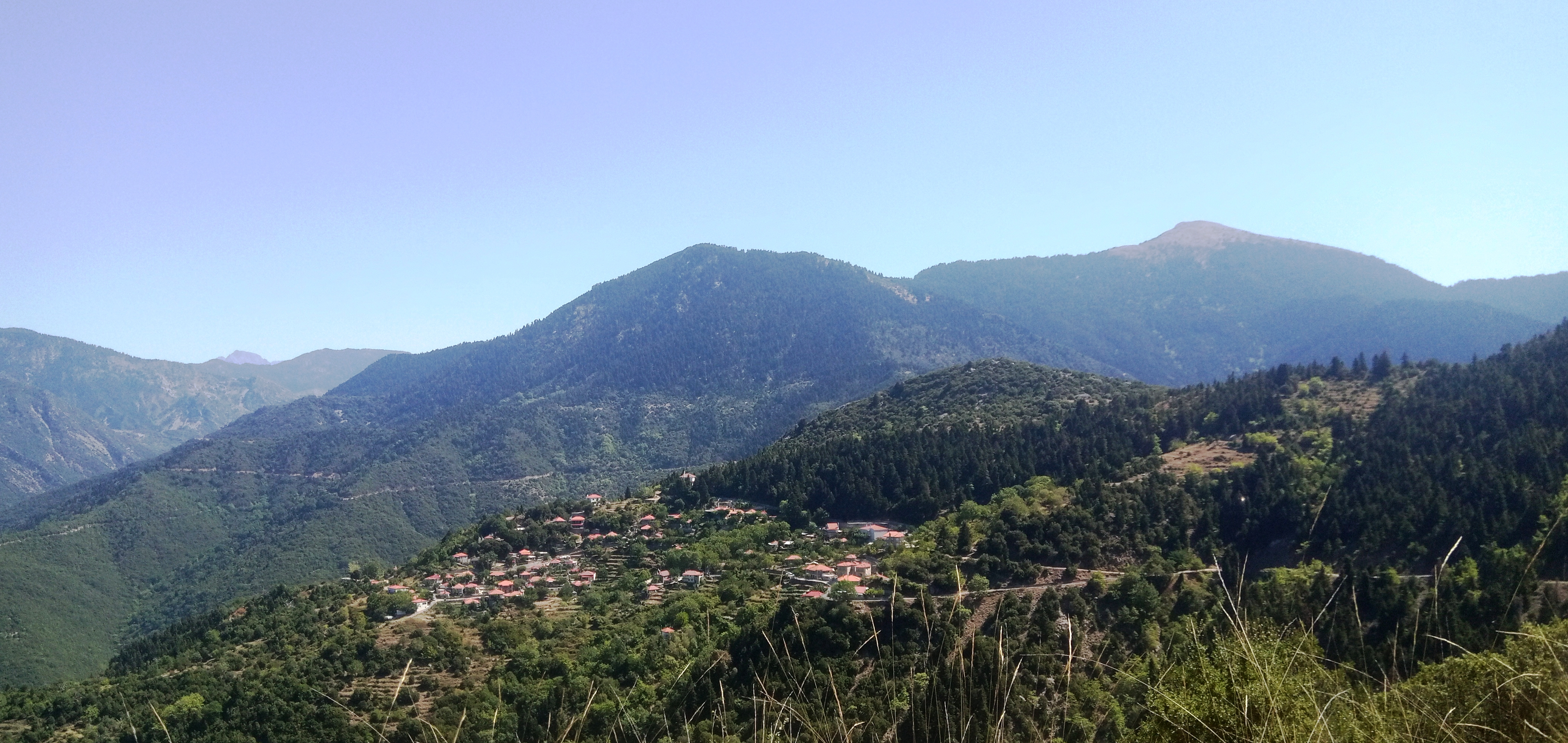
Kravara.

Kravara ou Kravari, parfois francisé Cravari (notamment par François Pouqueville) (grec moderne : Κράβαρα ou Κράβαρη), est une région montagneuse d’Étolie-Acarnanie située au nord de Naupacte. Elle est attestée historiquement dès 1454-1455 dans une composition d'environ 63 villages et soumise au pacha de Tríkala durant la période ottomane.
Enclavée entre les fleuves Mórnos et Événos, elle est décrite avec force détails par François Pouqueville,. Son nom signifie littéralement « pays des vaches (et des vachers) » en bulgare. Parce qu'il est géographiquement identifié comme la partie la plus méridionale de la chaîne de montagnes du Pinde, l'argot donne l'étymologie de l'expression « pindos » en langue russe au XIXe siècle.